# Jordbävningen i Montenegro 1979
Jordbävningen i Montenegro 1979 (Montenegrinska: Земљотрес у Црној Гори из 1979. године, Zemljotres u Crnoj Gori iz 1979) var en jordbävning i Montenegro år 1979.

## Jordbävningen
Jordbävningen, som mättes 7,0 på Richterskalan, och IX på Mercalliskalan, inträffade den 15 april klockan 6:19 eller 6:30 (07:19 / 07:30 lokal tid), femton kilometer från montenegrinska kusten, mellan Bar och Ulcinj. Jordbävningen varade i tio sekunder.
De kraftigaste skalven inträffade i turiststaden Kotor.  Många turisthotell och badorter längsmed Montenegrokusten lades i ruiner. 

### Fotnoter
1. 1 2  (Montenegrin): Crnogorski zemljotres ukroćen u Skoplju[död länk], Vijesti
2. 1 2 3 4  ”Zemljotres od 15. aprila 1979. godine” (på Montenegrin). Seismological Observatory of Montenegro. 16 april 2010. Arkiverad från originalet den 4 juli 2010. https://web.archive.org/web/20100704151456/http://seismo.co.me/1979.html. Läst 11 oktober 2010.
3. 1 2 3  (engelska) Montenegro Earthquake: The Conservation of the Historic Monuments and Art Treasures, 1984, Unesco
4. 1 2   Horisont 1979. Bertmarks